# شاين جونز
شاين جونز (بالإنجليزية: Shane Jones)‏ (و. 1959 – م) هو سياسي، من نيوزيلندا.

## مناصب
تولى منصب عضو مجلس النواب نيوزيلندا.

## التعليم
تعلم في كلية كينيدي بجامعة هارفارد، وجامعة هارفارد.